# The Stolen Treaty (film fra 1917)
The Stolen Treaty er en amerikansk stumfilm fra 1917 af Paul Scardon.

## Medvirkende
- Earle Williams som Geoffrey Wynne
- Denton Vane som Zarl
- Bernard Seigel som Riddle
- Robert Gaillard
- Corinne Griffith som Irene Mitchell